# Eduard Blocher
Eduard Blocher (* 16. November 1870 in Münchenstein; † 24. März 1942 in Kilchberg ZH) war ein Schweizer evangelischer Geistlicher, der auch in sprachpolitischen Fragen aktiv war.

## Leben

### Familie
Eduard Blocher war das älteste von sieben Kindern von Emanuel Blocher, Direktor einer Baumwollspinnerei, und dessen Ehefrau Karoline (geb. Engler). Zu seinen Brüdern gehörten unter anderem der Jurist Eugen Blocher (1882–1964) und der Politiker Hermann Blocher (1872–1942).
Ab 1894 war er mit Elisabeth Hanna Mathilde († 1927), Tochter des Botanikers Julius Wilhelm Albert Wigand (1821–1886) verheiratet; gemeinsam hatten sie einen Sohn und zwei Töchter. Alt-Bundesrat Christoph Blocher ist sein Enkel; seine Urenkel sind unter anderem Magdalena Martullo-Blocher und Markus Blocher.
Auf dem Friedhof von Kilchberg fand er seine letzte Ruhestätte; der Lehrer und Sprachpfleger August Steiger verfasste seinen Nachruf. Sein Nachlass befindet sich im Archiv für Zeitgeschichte der ETH Zürich.

### Werdegang
Eduard Blocher besuchte anfangs die Primarschule in Münchenstein und darauf die «Lerberschule» (heute Freies Gymnasium) in Bern und das Gymnasium in Basel. In Bern wohnte er bei seinem Grossvater Johann Georg Blocher, der 1829 als Schreinergeselle aus Süddeutschland nach Basel gekommen, in der «Zellerschen Anstalt» von Christian Heinrich Zeller auf Schloss Beuggen zum Lehrer ausgebildet worden und dann 1833 an die Schule von Schattenhalb gewählt worden war, wo er sich auch 1861 das Bürgerrecht erwarb.
Eduard Blocher immatrikulierte sich 1889 an der Universität Basel zu einem Theologiestudium, das er an der Universität Marburg und der Universität Berlin fortführte. Anschliessend ging er nach Paris, um sich dort weiter ausbilden zu lassen; die Anfangszeit verbrachte er gemeinsam mit seinem Freund Ernst Tappolet, der dort bereits studierte. Nach Beendigung des Studiums trat er zunächst in Liestal in den Kirchendienst.
Kurz nach seiner Hochzeit war er von 1894 bis 1898 Pfarrer der evangelischen Gemeinde sowie bei der Fremdenlegion in Sidi-Bel-Abbès in Algerien; in dieser Zeit begleitete ihn seine Ehefrau. Während seines dortigen Aufenthaltes sammelte er Spenden, unter anderem auch in der Schweiz, zur Errichtung einer Kapelle in Sidi-Bel-Abbès.
Nach seiner Rückkehr in die Schweiz war er von 1898 bis Oktober 1905 Pfarrer in Sitten und ab 1905 bis 1941 Spitalprediger des Kantonsspitals (heute Universitätsspital) und der Heilanstalt Burghölzli (heute Psychiatrische Universitätsklinik) in Zürich.

### Berufliches und gesellschaftliches Wirken
Eduard Blocher engagierte sich bereits in seiner Studienzeit in der Abstinenzbewegung. Er war Redaktor der Zeitschriften Internationale Monatsschrift zur Erforschung des Alkoholismus und Bekämpfung der Trinksitten und der alkoholgegnerischen Zeitung Die Freiheit.
Er publizierte verschiedene Aufsätze über die deutschschweizerische Sprache und Kultur, über Zweisprachigkeit sowie 1923 über Die deutsche Schweiz in Vergangenheit und Gegenwart, unter anderem auch in den Zeitschriften Schweizer Monatshefte und Deutsche Erde, die von Paul Langhans 1902 gegründet worden war und von ihm auch herausgegeben wurde. Dazu hielt er auch verschiedene Vorträge zu unterschiedlichen Themen, so am 17. März 1909 zum Thema Unser persönliches Verhältnis zur Muttersprache.
Eduard Blocher und Hektor Ammann versuchten nachzuweisen, dass die Schweiz einen germanischen Kulturursprung hatte. So versuchte Blocher 1906 in der Zeitschrift Deutsche Erde den Nachweis zu erbringen, dass die Bevölkerung im Schweizer Jura germanischer Herkunft gewesen sei.
Aus seinen Beiträgen, zur Zeit des Ersten Weltkriegs unter anderem in Stimmen im Sturm aus der deutschen Schweiz, sprechen nicht zuletzt eine in der deutschen Schweiz zeittypische Germanophilie und Ablehnung des Welschen, ebenso eine unterschwellige Fremden- und Judenfeindlichkeit.
1923 kam es im Hotel «St. Gotthard» in Zürich zu einer Begegnung mit Adolf Hitler, der vor einer kleinen Gesellschaft sprach. Blocher: «… mir ist er unheimlich und mich stört seine Gottlosigkeit. Zudem soll er für die Vernichtung der Juden plädieren, und das kann ich als Christ nicht billigen, bei aller Skepsis den Juden gegenüber.»
Er distanzierte sich 1936 in den Schweizer Monatsheften vom Frontismus und warnte vor dem «nationalsozialistischen Rassen- und Abstammungsrummel».

## Mitgliedschaften
- Eduard Blocher war aktiv im «Deutschschweizerischen Sprachverein», von 1905 bis 1912 als Schriftführer[17] und danach dessen Präsident.[18] Dieser Verein wachte über jede sprachliche Verschiebung vor allem an der Sprachgrenze, unter anderem Fahrpläne, Verkehrsschilder, Speisekarten, Stempel, offizielle Anschriften usw. Seine Mitglieder, zu denen unter anderem Hektor Ammann, Hans Oehler und Gerhard Boerlin (1873–1954)[19] gehörten, sahen es als ihre Hauptaufgabe an, die deutsche Sprache nicht nur zu pflegen, sondern sie auch im französischsprachigen Berner Jura offensiv zu schützen.[20]
- 1915 war er, gemeinsam mit seinem Bruder Hermann Blocher,[21] Gründer und Vorsitzender der Deutschschweizerischen Gesellschaft.
- Von 1921 war er Mitglied im Volksbund für die Unabhängigkeit der Schweiz, der aus dem Komitee gegen den Beitritt zum Völkerbund hervorging und den er mit gegründet hatte; kurz vor seinem Tod trat er wieder aus.
- Er war Mitglied im Alkoholgegnerbund.
- Eduard Blocher engagierte sich auch im Gründungskomitee und war Vorstandsmitglied der Fürsorgestelle für Alkoholkranke in Zürich.[22]
- Einige Jahre war er auch Mitglied und Vorsitzender des Deutschschweizerischen Schulvereins,[23] der hauptsächlich den freiwilligen deutschen Unterricht in Bosco-Gurin unterstützte.

## Schriften (Auswahl)
- Deutsches Reichsstaatsrecht. Buchholz, München 1900.
- Der Rückgang der deutschen Sprache in der Schweiz. In: Preußische Jahrbücher. Sonderdruck, Band 100, Heft 1, Berlin 1900, S. 95–115.
- Aus dem Sprachleben des Wallis. In: Alemannia. 32. Bd. 1904, S. 83–114.
- Betrachtungen über das geschichtliche Recht der deutschen Sprache im bernischen Jura. Besprechung. In: Alemannia. 32. Band, 1904, S. 156–159.
- Das deutsche Lied in welschem Gewand. Georg Stilke, Berlin 1905.
- Deutsche Ortsnamen im Welschwallis. In: Deutsche Erde. Band 4, 1905.
- mit Emil Garraux, Paul Langhans: Die Westschweiz mit deutscher Ortsbenennung. Deutsche Erde – unter Mitwirkung der Zentralkommission für Wissenschaftliche Landeskunde von Deutschland und der Zentralstelle zur Erforschung des Deutschtums im Ausland, Bd. 5. 1906.
- Der gegenwärtige Stand des Deutschtums in den Kantonen Waadt und Genf nach der Volkszählung von 1900. In: Der Bund (archiviert in e-newspaperarchives.ch). 5. November 1906.
- Deutsches Ortsnamenbüchlein für die Westschweiz. Schröter, Zürich 1907.
- Die Sprache der Zürcher Liturgie. In: Neue Zürcher Zeitung. 18. April 1908.
- Die schweizerische Kulturfrage. In: Wissen und Leben. Band 3, 1908–1909, doi:10.5169/seals-750992#337, S. 313–332.
- Zweisprachigkeit: Vorteile und Nachteile. H. Beyer & Söhne, 1909.
- Das Elsaß und die Zweisprachigkeit. Deutsche Zukunft, Leipzig 1909.
- Die schweizerische Nation. Sind wir Deutsche? In: Wissen und Leben. Band 5, 1909–1910, doi:10.5169/seals-750900#451, S. 436–454.
- Über Schädigungen der Schüler durch Fremdsprachenunfug. Quelle & Meyer, Leipzig 1910.
- Unser Singen. In: Wissen und Leben. Band 7, 1910–1911, S. 538–546.
- Konservativ. In: Wissen und Leben. Band 8, 1911, doi:10.5169/seals-748610#877, S. 864–875.
- Für und wider die Sprachreinigung. In: Jährliche Rundschau des Deutschschweizerischen Sprachvereins. Band 8, 1912, doi:10.5169/seals-595130#48, S. 39–56.
- Das Aristokratische in der heutigen Eidgenossenschaft. In: Wissen und Leben. Band 10, 1912, doi:10.5169/seals-750686#310, S. 289–299.
- Die Zürcherbibel, eine Kulturangelegenheit. In: Wissen und Leben. Band 12, 1913, doi:10.5169/seals-749555#175, S. 164–176.
- Von der französischen Fremdenlegion. In: Wissen und Leben. Band 13, 1913/14, doi:10.5169/seals-749320#342, S. 327–344.
- Brief an meinen Landsmann William Martin. In: Wissen und Leben. Band 13, 1913/14, doi:10.5169/seals-749346#607, S. 591–598.
- Belgische Neutralität und Schweizerische Neutralität. Zürich 1915.
- Die Schweiz als Versöhnerin und Vermittlerin zwischen Frankreich und Deutschland. Zürich 1915.
- Die Wesensart der deutschen Schweiz. Ernst Finckh, Basel 1916.
- Das sogenannte Nationalitätenprinzip. Ernst Finckh, Basel 1916.
- Deutsch und Welsch im vergangenen Jahr. In: Jährliche Rundschau des Deutschschweizerischen Sprachvereins. Band 14, 1918, doi:10.5169/seals-595044#21, S. 14–18.
- Hochdeutsch als unsere Muttersprache. Ernst Finckh, Basel 1919.
- Deutsch und Welsch im vergangenen Jahr. In: Jährliche Rundschau des Deutschschweizerischen Sprachvereins. Band 15, 1919, doi:10.5169/seals-595052#13, S. 8–16.
- Deutsch und Undeutsch im vergangenen Jahr. In: Jährliche Rundschau des Deutschschweizerischen Sprachvereins. Band 18, 1922, doi:10.5169/seals-595055#14, S. 9–19.
- Die deutsche Schweiz in Vergangenheit und Gegenwart. Ausland und Heimat, Stuttgart 1923.
- Ueber den schweizerischen Partikularismus. In: Schweizerische Monatshefte für Politik und Kultur. 2. Jahrgang, Heft 12, 1923, S. 619–627.
- Der Irrtum des Nationalismus. In: Schweizerische Monatshefte für Politik und Kultur. 3. Jahrgang, Heft 3, 1923, doi:10.5169/seals-155044#133, S. 127–135.
- Von Sprache und Stil eines zeitgenössischen Schweizers. In: Mitteilungen des Deutschschweizerischen Sprachvereins. 7. Jahrgang, Heft 3/4, 1923, S. 1–2.
- Zur Lage der deutschen Sprache im Inland und im Ausland. In: Jährliche Rundschau des Deutschschweizerischen Sprachvereins. Band 20, 1924, doi:10.5169/seals-595164#14, S. 8–16.
- Die vielsprachige Schweiz. In: Schweizerische Monatshefte für Politik und Kultur. 5. Jahrgang, Heft 5/6, 1925, S. 285–289.
- Im Flug durch’s Deutsche Reich. In: Mitteilungen des Deutschschweizerischen Sprachvereins. 9. Jahrgang, Heft 7/8, 1925, doi:10.5169/seals-419578#93, S. 1–2.
- Zur Lage der deutschen Sprache im Inland und im Ausland. In: Jährliche Rundschau des Deutschschweizerischen Sprachvereins. Band 21, 1925, doi:10.5169/seals-595166#16, S. 10–26.
- Zur Lage der deutschen Sprache im Inland und im Ausland. In: Jährliche Rundschau des Deutschschweizerischen Sprachvereins. Band 22, 1926, doi:10.5169/seals-595125#14, S. 8–27.
- Zur Lage der deutschen Sprache im Inland und im Ausland. In: Jährliche Rundschau des Deutschschweizerischen Sprachvereins. Band 25, 1929, doi:10.5169/seals-595062#23, S. 17–29.
- Wehrwille und Wehrfähigkeit. In: Schweizerische Monatshefte für Politik und Kultur. 10. Jahrgang, Heft 5/6, 1930, S. 238–245.
- Zur Lage der deutschen Sprache im Inland und im Ausland. In: Jährliche Rundschau des Deutschschweizerischen Sprachvereins. Band 26. 1930. doi:10.5169/seals-595075#14, S. 8–20.
- Zur Lage der deutschen Sprache im Inland und im Ausland. In: Jährliche Rundschau des Deutschschweizerischen Sprachvereins. Band 27, 1931, doi:10.5169/seals-595115#20, S. 11–25.
- Staatssprache und Muttersprache. In: Jährliche Rundschau des Deutschschweizerischen Sprachvereins. Band 27, 1931, doi:10.5169/seals-595116#34, S. 25–42.
- Zur Lage der deutschen Sprache im Inland und im Ausland. In: Jährliche Rundschau des Deutschschweizerischen Sprachvereins. Band 29, 1933, doi:10.5169/seals-595102#18, S. 12–26.
- Zur Lage der deutschen Sprache im Inland und im Ausland. In: Jährliche Rundschau des Deutschschweizerischen Sprachvereins. Band 30, 1934, doi:10.5169/seals-595119#15, S. 9–27.
- Das Ende einer Begeisterung. In: Schweizerische Monatshefte für Politik und Kultur. 16. Jahrgang, Heft 3, 1936, S. 144–150.
- Zur Lage der deutschen Sprache im Inland und im Ausland. In: Jährliche Rundschau des Deutschschweizerischen Sprachvereins. Band 35, 1939, doi:10.5169/seals-595187#20, S. 14–21.
- Zürich in den Tagen des Straußenhandels. Nach Victor Hugo. In: Schweizerische Monatshefte für Politik und Kultur. 19. Jahrgang, Heft 11, 1940, doi:10.5169/seals-158677#679, S. 670–674.
- Aus Eduard Blochers Erinnerungen. Rundschau des Deutschschweizerischen Sprachvereins. Band 39, 1943, doi:10.5169/seals-595173#59, S. 37–48.
- mit August Steiger, Emil Garraux: Deutsches Ortsnamenbüchlein für die Westschweiz, das Tessin und Graubünden. 2. Auflage, 1953.